# حرب كاستعارة

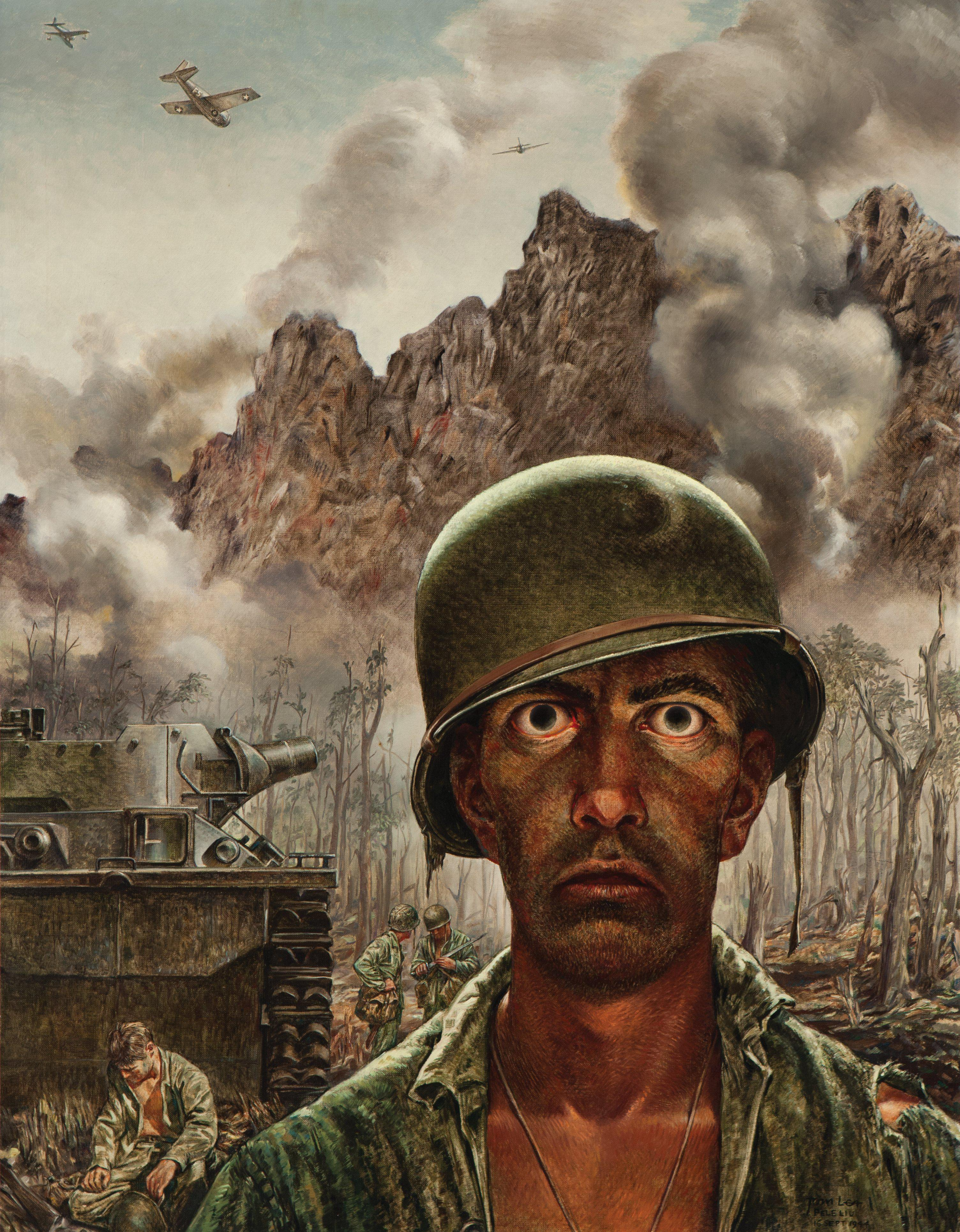

يعتبر استخدام المصطلح الحرب كاستعارة مجازًا أدبيًا وبلاغيًا راسخًا منذ فترة طويلة. ففي المجال السياسي، استخدمت استعارات الحرب لمعالجة مشكلة اجتماعية محسوسة، مع مفهوم القيام مقام عدو الفرد أو الدولة في حرب حقيقية. وقد وصف جيمس تشايلدرس استخدام الحرب كاستعارة كمعضلة: «عند مناقشة السياسة الاجتماعية من خلال لغة الحرب، ننسى غالبا الواقع الأخلاقي للحرب».

## الولايات المتحدة (US)
من أوائل أمثلة الحرب كاستعارة في الخطاب السياسي الأمريكي، «الحرب على الجريمة»، لجون إدغار هوفر في الثلاثينيات. وقد وصفت مختلف الصراعات والاتجاهات الديموغرافية في تاريخ الولايات المتحدة على أنها حرب ثقافة. في Metaphors We Live By «بالاستعارات نعيش»، وصف جورج لاكوف ومارك جونسون تطبيق جيمي كارتر «للحرب»، كاستعارة لأزمة الطاقة في 1974. ومن الأمثلة البارزة الأخرى الحرب على الفقر، والحرب على السرطان، والحرب على المخدرات، والحرب على العصابات، والحرب على المرأة، والحرب على عيد الميلاد.
صاغالرئيس جورج دبليو بوش العبارة «الحرب على الإرهاب» بعد أحداث 11 سبتمبر 2001.

## استخدامات أخرى
وصف عمدة مدينة*تورونتو السيد روب فورد مبادرات محلية مثل "الحرب على الجرافيتي" و"الحرب على السيارات".
- War on Want (الحرب على الفقر) هي منظمة خيرية لمكافحة الفقر مقرها لندن.

## كتابات أخرى
- Childress, James F. "The war metaphor in public policy" نسخة محفوظة 3 مارس 2016 على موقع واي باك مشين.
- Steinert, Heinz. 2003. "The Indispensable Metaphor of War: On Populist Politics and the Contradictions of the State's Monopoly of Force," Theoretical Criminology 7.3 (2003) p. 265-291.
- Thomas, Ruth P. 1984. "War as metaphor in La Princesse de Montpensier", Forum for Modern Language Studies 20.4 p. 323-332.